# Tenge
Der Tenge (kasachisch теңге teñge) ist die Währung Kasachstans. 1 Tenge ist unterteilt in 100 Tiyn (kasachisch тиын). Die Währung wurde am 15. November 1993 eingeführt, sie löste den Sowjetischen Rubel ab. 500 Sowjetische Rubel wurden gegen 1 Tenge eingetauscht.

## Wortbedeutung und Vorgeschichte
Der Name der Währung leitet sich vom alttürkischen Begriff teň /teng/ „Gleichgewicht, Gegengewicht, Entsprechung“ ab. Die russische Bezeichnung für ‚Geld‘ Деньги (Dengi) ist aus dem alttürkischen entlehnt.
Bereits im Emirat Buchara und in der kurzzeitig existierenden Volksrepublik Buchara lautete der Name der benutzten Währung „Tenge“.

## Bargeld
Heute gibt es nur noch Münzen und Banknoten in der Einheit Tenge. Münzen und Banknoten der Einheit Tiyn wurden aus dem Verkehr gezogen.

### Münzen

#### Umlaufmünzen
Es gibt derzeit Tenge-Münzen zu 1, 2, 5, 10, 20, 50, 100 und 200 Tenge. Auf den Vorderseiten der Tenge-Münzen ist der jeweilige Wert der Münze, auf der Rückseite das Staatswappen Kasachstans abgebildet. Im Jahr 1993 wurden die 1, 5, 10 und 20 Tenge-Münzen eingeführt. Die 50 Tenge-Münze folgte 1997 und 100 Tenge wurden 2002 eingeführt. Erst im Jahr 2005 wurde eine Zwei-Tenge-Münze herausgegeben.
Die Münze zu 100 Tenge besteht aus zwei unterschiedlichen Legierungen (Bimetall und Kupfer-Nickel).
Die Münzen zu 50 und 20 Tenge bestehen aus Kupfer-Nickel und die restlichen Münzen sind aus Messing.
| Münzwert  | Bild | Gewicht | Durchmesser | Motiv                     |
| --------- | ---- | ------- | ----------- | ------------------------- |
| 1 Tenge   |      | 1,63 g  | 15 mm       | kasachisches Staatswappen |
| 2 Tenge   |      | 1,84 g  | 16 mm       | kasachisches Staatswappen |
| 5 Tenge   |      | 2,18 g  | 17,27 mm    | kasachisches Staatswappen |
| 10 Tenge  |      | 2,81 g  | 19,56 mm    | Kasachisches Staatswappen |
| 20 Tenge  |      | 2,9 g   | 18,27 mm    | kasachisches Staatswappen |
| 50 Tenge  |      | 4,7 g   | 23 mm       | kasachisches Staatswappen |
| 100 Tenge |      | 6,65 g  | 24,5 mm     | kasachisches Staatswappen |

#### Tenge-Gedenkmünzen
Bis 1999 wurden von der Kasachischen Nationalbank 20-Tenge-Gedenkmünzen ausgegeben, die schließlich durch 50-Tenge-Gedenkmünzen ersetzt wurden. Derzeit werden sechs verschiedene Serien dieser Gedenkmünzen geprägt (Serien Events, Persönlichkeiten, Verdienstorden, Bräuche und Nationale Spiele, Tierwelt und Raumfahrt).
Daneben gibt es zahlreiche weitere Gedenkmünzen zu 100 Tenge und 500 Tenge. Auch Goldmünzen werden herausgegeben.

### Banknoten
Die aktuellen Tengebanknoten wurden im Jahr 2006 eingeführt und ersetzten die alten Ausgaben von 1993. Es gibt sieben Banknotenwerte: 200 Tenge, 500 Tenge, 1000 Tenge, 2000 Tenge, 5000 Tenge und 10.000 Tenge. Seit dem 1. August 2000 bringt die Nationalbank von Kasachstan keine Banknoten zu 1, 3 und 5 Tenge, und seit dem 1. November 2000 keine Banknoten zu 10, 20 und 50 Tenge mehr in Umlauf.
Die Vorderseiten der Scheine zeigen als Motiv jeweils den Bajterek-Turm, die Rückseiten jeweils Motive aus den Bereichen Architektur oder Flora und Fauna in Kasachstan.

#### Umlaufbanknoten
| Nennwert     | Vorderseite | Rückseite | Größe       | Farbe     | Motiv Vorderseite | Motiv Rückseite                                                                                        |
| ------------ | ----------- | --------- | ----------- | --------- | --- | --- |
| 200 Tenge    |             |           | 126 × 64 mm | Orange    | Bajterek-Turm, Fragmente von Noten der Nationalhymne, die Nationalflagge und das Wappen Kasachstans; eine offene Handfläche und eine Felszeichnung aus der Bronzezeit | Transport Tower, geflügelter Leopard auf einer Ischimbrücke, Kasachisches Ministerium für Verteidigung |
| 500 Tenge    |             |           | 130 × 67 mm | Blau      | Bajterek-Turm, Fragmente von Noten der Nationalhymne, die Nationalflagge und das Wappen Kasachstans; eine offene Handfläche und eine Felszeichnung aus der Bronzezeit | Kasachisches Ministerium für Finanzen, Rathaus von Astana, Möwen über dem Meer                         |
| 1000 Tenge   |             |           | 134 × 70 mm | Braun     | Bajterek-Turm, Fragmente von Noten der Nationalhymne, die Nationalflagge und das Wappen Kasachstans; eine offene Handfläche und eine Felszeichnung aus der Bronzezeit | Nationales Kulturzentrum des Präsidenten, Berge im Hintergrund                                         |
| 2000 Tenge   |             |           | 139 × 73 mm | Grün      | Bajterek-Turm, Fragmente von Noten der Nationalhymne, die Nationalflagge und das Wappen Kasachstans; eine offene Handfläche und eine Felszeichnung aus der Bronzezeit | Abai-Opernhaus in Almaty, Bergsee im Hintergrund                                                       |
| 5000 Tenge   |             |           | 144 × 76 mm | Braun-Rot | Bajterek-Turm, Fragmente von Noten der Nationalhymne, die Nationalflagge und das Wappen Kasachstans; eine offene Handfläche und eine Felszeichnung aus der Bronzezeit | Unabhängigkeitsdenkmal, Hotel Kasachstan in Almaty                                                     |
| 10.000 Tenge |             |           | 149 × 79 mm | Violett   | Bajterek-Turm, Fragmente von Noten der Nationalhymne, die Nationalflagge und das Wappen Kasachstans; eine offene Handfläche und eine Felszeichnung aus der Bronzezeit | Ak-Orda-Palast, Canyon im Hintergrund                                                                  |

Neuausgaben
Nur wenige Jahre nach der Einführung neuer Banknoten begann die Nationalbank mit der Ausgabe von überarbeiteten Entwürfen. Am 30. Januar 2011 wurden neue Banknoten mit dem Nominalwert 5.000 Tenge ausgegeben, deren Vorderseite nicht mehr dem bisher üblichen Entwurf der Serie aus dem Jahr 2006 entsprach. 2011 folgte eine Neuausgabe der 10.000-Tenge-Banknote und 2013 wurde der neue Entwurf der 2.000-Tenge-Banknote vorgestellt.
| Nennwert     | Vorderseite | Rückseite | Größe       | Farbe        | Motiv Vorderseite                                    | Motiv Rückseite                                                             |
| ------------ | ----------- | --------- | ----------- | ------------ | ---------------------------------------------------- | --------------------------------------------------------------------------- |
| 5000 Tenge   |             |           | 144 × 76 mm | Rot          | Denkmal „Kazak Eli“, fliegende Tauben, Schneeleopard | Umrisskarte Kasachstans, Unabhängigkeitsdenkmal, Hotel Kasachstan in Almaty |
| 10.000 Tenge |             |           | 149 × 79 mm | Blau-Violett | Denkmal „Kazak Eli“, fliegende Tauben                | Umrisskarte Kasachstans, Ak-Orda-Palast                                     |
| 2000 Tenge   |             |           | 139 × 73 mm | grün         | Denkmal „Kazak Eli“, Jurte, fliegende Tauben, Saiga  | Umrisskarte Kasachstans, Bild des Flusses Irtysch                           |
| 1000 Tenge   |             |           | 134 × 70 mm | Gelb-Braun   | Denkmal „Kazak Eli“, Jurte, fliegende Tauben         | Umrisskarte Kasachstans, Ustjurt-Plateau                                    |
| 20.000 Tenge |             |           | 155 × 79 mm | Grau-Blau    | Denkmal „Kazak Eli“, geflügeltes Pferd, Triumphbogen | Umrisskarte Kasachstans, Panorama von Astana                                |

Von der Neuausgabe-Banknoten wurde mittlerweile ein neues Design in Umlauf gebracht. Darauf wurde das Hauptmotiv erweitert. Die Berner Zeitung berichtete im Dezember 2017, die kasachische Nationalbank habe für die Gestaltung der 500-Tenge-Note ein Bild einer Lachmöwe von Wikimedia Commons verwendet.

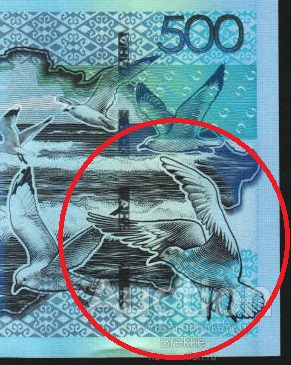
Detail der 500-Tenge-Note
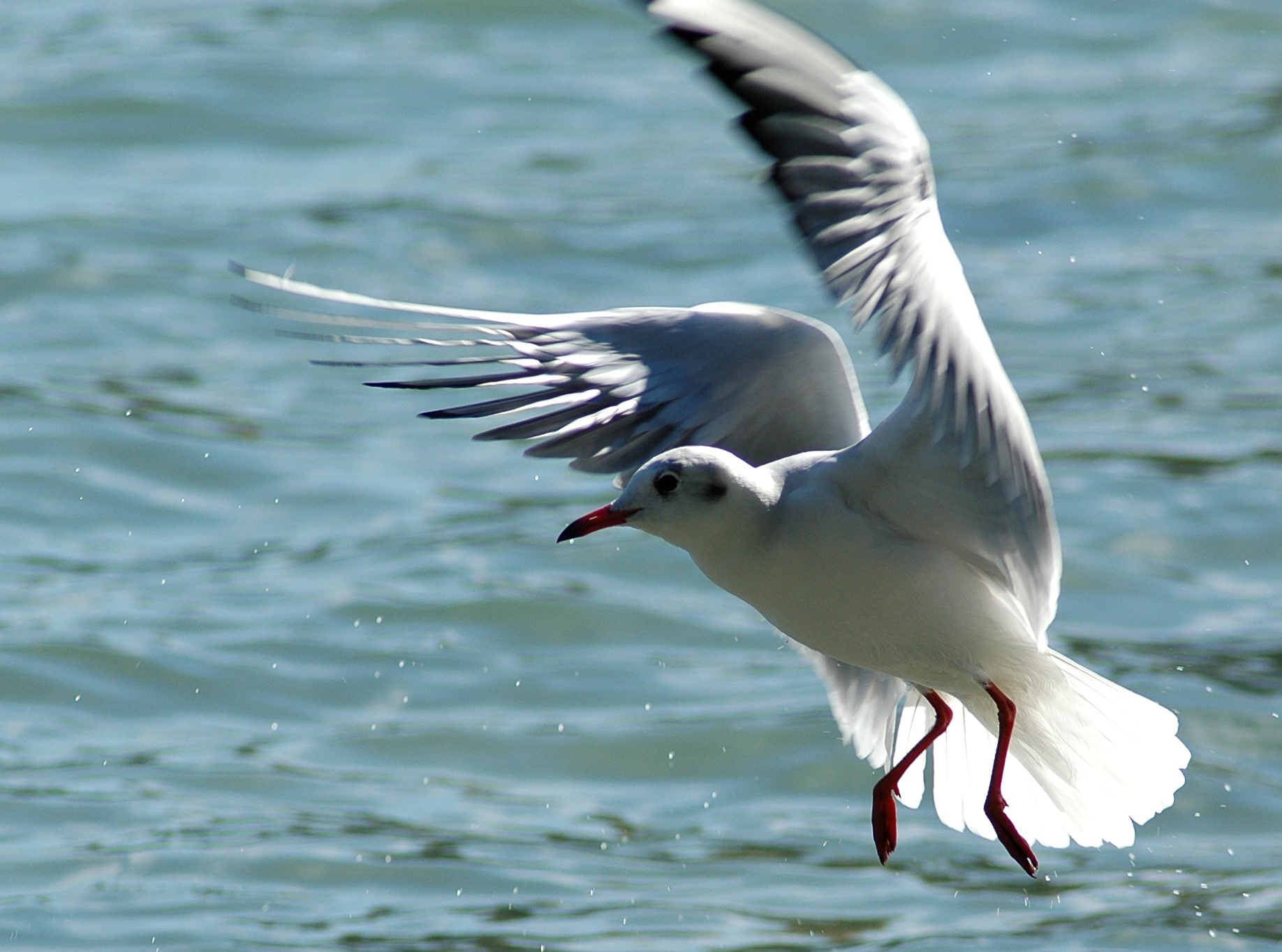
Fotografie von Benutzer Cele4 auf Wikimedia Commons

#### Gedenkbanknoten
Bisher wurden von der kasachischen Nationalbank sechs Gedenkbanknoten ausgegeben. Die erste Banknote wurde anlässlich des 15-jährigen Jubiläums der kasachischen Nationalwährung im Jahr 2008 ausgegeben. Die zweite Gedenkbanknote gab die kasachische Nationalbank zum Vorsitz Kasachstans in der Organisation für Sicherheit und Zusammenarbeit in Europa heraus. Die dritte Gedenkbanknote folgte schon 2011 zu den siebten Winter-Asienspielen 2011, die in Almaty und Astana stattfanden. Noch im selben Jahr wurden zwei weitere Gedenkbanknoten zum Vorsitz Kasachstans bei der Organisation für Islamische Zusammenarbeit und 20 Jahren Unabhängigkeit ausgegeben. Ende Dezember 2013 folgte eine Banknote, deren Thema Kul Tigin, ein ehemaliger General der Kök-Türken, ist. 
| Nennwert     | Vorderseite | Rückseite | Größe       | Farbe        | Ausgabe           | Auflage | Thema                                                                                |
| ------------ | ----------- | --------- | ----------- | ------------ | ----------------- | ------- | ------------------------------------------------------------------------------------ |
| 5000 Tenge   |             |           | 144 × 76 mm | Braun-Rot    | 2008              |         | 15 Jahre nationale Währung                                                           |
| 1000 Tenge   |             |           | 134 × 70 mm | Türkis       | 5. Januar 2010    | 10 Mio. | Vorsitz Kasachstans bei der Organisation für Sicherheit und Zusammenarbeit in Europa |
| 2000 Tenge   |             |           | 139 × 73 mm | Grün         | 17. Januar 2011   | 20 Mio. | 7. Winter-Asienspiele in Almaty und Astana                                           |
| 1000 Tenge   |             |           | 134 × 70 mm | Grün         | 25. Mai 2011      | 10 Mio. | Vorsitz Kasachstans bei der Organisation für Islamische Zusammenarbeit               |
| 10.000 Tenge |             |           | 149 × 79 mm | Blau-Violett | 4. Juli 2011      | 30 Mio. | 20 Jahre Unabhängigkeit Kasachstans                                                  |
| 1000 Tenge   |             |           | 134 × 70 mm | Gelb-Braun   | 12. Dezember 2013 | 10 Mio. | „Kultegin“ Monument turkischer Schrift                                               |
| 10.000 Tenge |             |           | 149 × 79 mm | Blau         | 1. Dezember 2016  | 100.000 | 25 Jahre Unabhängigkeit Kasachstans                                                  |